# Allrams höjdarpaket
Allrams höjdarpaket var SVT:s julkalender 2004. Julkalendern skapades av Petter Lennstrand, och manuset skrevs av Martin Olczak. Kalendern sändes både i SVT och genom SVT:s webbsida.

## Handling
Jämfört med tidigare julkalendrar var det inte själva julen som var det centrala temat, även om det var julstämning hos Allram och Tjet.
Dockan Allram Eest ledde programmet tillsammans sin kamrat, DJ:n Tjet. Allram ledde några år tidigare TV-programmet Allra mest tecknat, vars studio hade en del likheter med julkalenderns. Julkalendern utspelar sig i en liten stuga ute i skogen där Allram och Tjet presenterar dagens höjdarpaket. Ett paket öppnas varje dag och i paketet visas ett avsnitt av TV-serien Höjdarna. Efter avsnittet öppnar Allram och Tjet dagens lucka.
Vid nästan varje lucköppning frågar Tjet varför kalendern bara har 23 luckor. Anledningen till detta avslöjas först på julafton då hela kalenderns framsida tas bort som en enda lucka och visar en stor bild på alla höjdarna.
Precis som i Allram Eest tecknat är Habib tekniker och Mercedes medhjälpare som bär in och ut saker ur studion. I Allram Eest tecknat satt Habib i ett kontrollrum tillsammans med Sahlén, men i julkalendern fick han sitta ensam i kylan utomhus vid ett kontrollbord och titta in genom ett fönster. Sahlén medverkar inte alls i julkalendern.

## Medverkande
- Petter Lennstrand – Allram
- Sara Denward – Habib
- Gustav Funck – Tjet och Abbe
- Cecilia Olin – Ester
- Thomas Lundqvist – Franke
- Björn Carlberg – Lipton
- Mona Seilitz – Bib
- Birgitta Andersson – Barbro
- Morgan Alling – Bebbe
- Rebecka Hemse – Luleå
- Gustav Lundkvist – Silvia
- Andreas Lindgren – Skudd
- Arne Weise – sig själv (gäst i avsnitt 11)

## Papperskalender
Kalendern ritades av Eva Liljefors och Paul Kuhlhorn och visar en tavelram, med texten "Allrams höjdarpaket". Inom ramen är luckorna placerade. Varje lucka är ett paket inom tavlan tills den 24 då man tar bort hela bakgrunden av tavlan.

## Video
Serien utgavs 2004-2007 på DVD.

## Datorspel
I samband med TV-serien släpptes ett datorspel, Allrams höjdarspel. Likt tidigare julkalenderspel finns det minispel bakom varje lucka som spelaren måste ange en kod för att kunna spela.

## Källhänvisningar
1. ↑  ”Jultradition”. Arkiverad från originalet den 25 april 2012. https://web.archive.org/web/20120425112719/http://www.jultradition.se/tv.htm. Läst 2 april 2011.
2. ↑  ”Julkalendrar”. Arkiverad från originalet den 27 oktober 2014. https://web.archive.org/web/20141027014944/http://helgo.net/emma/julkalendrar.php?y=2004&t=tv. Läst 2 april 2011.
3. ↑  ”Svensk mediedatabas”. http://smdb.kb.se/catalog/search?q=%22Allrams+h%C3%B6jdarpaket+%22+typ%3Afilm-video&sort=OLDEST. Läst 6 april 2011.
4. ↑  ”Allrams höjdarspel | Svensk mediedatabas (SMDB)”. smdb.kb.se. https://smdb.kb.se/catalog/id/001435185. Läst 5 december 2019.